# 西尔韦尼亚 (阿拉巴马州)
西尔韦尼亚（英語：Sylvania），是美国阿拉巴马州下属的一座城市。面积约为8.47平方英里（约合21.94平方公里）。根据2010年美国人口普查，该市有人口1,837人，人口密度为216.83/平方英里（约合83.73/平方公里）。